# Meilenstein (Projektmanagement)
Ein Meilenstein (englisch milestone, umgangssprachlich Markstein) ist ein Ereignis von besonderer Bedeutung im Projektmanagement. Meilensteine teilen den Projektverlauf in Etappen mit überprüfbaren Zwischenzielen und erleichtern damit sowohl die Projektplanung als auch die Kontrolle des Projektfortschritts. 
Solche Ereignisse sind insbesondere:
- Entscheidungen über den weiteren Fortgang des Projekts.
- Das Vorliegen von Liefergegenständen (engl. deliverables) oder Zwischenergebnissen.
- Abnahmen, Zwischenabnahmen und Prüfungen (reviews).
- Zusammenführen oder Verzweigen von Projektpfaden

Meilensteine markieren den Beginn einer Projektphase, die Phasenfreigabe, oder das Ende einer Phase, den Phasenabschluss. Auch innerhalb einer Projektphase können Meilensteine liegen.
So ist zum Beispiel das Abbinden der Fundamente Voraussetzung für die Kellerwände und die Fertigstellung der Kellerdecke ein Meilenstein für den Beginn des Hochbaus.
Gessler und Kaestner nennen als Nutzen von Meilensteinen:
- Sie reduzieren das Risiko von Fehlentwicklungen, denn sie unterstützen die Überwachung des Projektfortschritts mittels Projektcontrolling.
- Sie unterstützen einen geordneten Übergang zwischen den Projektphasen.
- Sie ermöglichen durch Entscheidungen zum Projektabschluss und zur Phasenfreigabe eine kontinuierliche Einbindung des Auftraggebers und ggf. des Projekt-Lenkungsausschusses.
- Sie ermöglichen eine fortlaufende Zielorientierung der Mitarbeiter, schaffen Erfolgserlebnisse und synchronisieren die Zusammenarbeit. Somit sind sie auch ein Mittel zur Führung und Motivation.

Sie sind in konkrete Handlungen umsetzbar und messbar. Dazu sind vorab die Prüfkriterien festzulegen – sonst wäre die Überprüfung nicht objektiv, sondern Willkür. Die Kriterien werden häufig in Form von Checklisten oder Formularen hinterlegt. Meilensteine sind realistisch formuliert und durch die Projektarbeit erreichbar.
Meilensteine werden in Netzplänen und Gantt-Diagrammen besonders gekennzeichnet.
Die Meilensteintrendanalyse versucht, aus der zeitlichen Verschiebung von Meilensteinen eine Prognose für den weiteren Projektfortschritt und insbesondere für den Projektendtermin abzuleiten.